# Papilio polyxenes
A Papilio polyxenes a rovarok (Insecta) osztályának lepkék (Lepidoptera) rendjébe, ezen belül a pillangófélék (Papilionidae) családjába tartozó faj.

## Előfordulása
A Papilio polyxenes előfordulási területe az Amerikai Egyesült Államok legnagyobb része, valamint Dél-Kanada.

## Alfajai
- Papilio polyxenes americus (Kollar, 1849)
- Papilio polyxenes asterius (Stoll, 1782)
- Papilio polyxenes coloro (Wright, 1905)
- Papilio polyxenes gerardi (Bollino and Vitale, 2002)
- Papilio polyxenes kahli (Chermock, 1937)
- Papilio polyxenes polyxenes Fabricius, 1775
- Papilio polyxenes sadalus (Lucas, 1892)
- Papilio polyxenes stabilis (Rothschild & Jordan, 1906)

## Megjelenése
Szárnyfesztávolsága 80–115 milliméter. Ez a lepkefaj védelmi célból a mérgező Battus philenor nevű lepkét utánozza. Szárnyainak alapszíne fekete, rajta számos sárga mintával.

## Szaporodása
A nőstény, nyáron a petéit a zellerfélékre (Apiaceae) rakja le. A körülbelül 5 centiméteres hernyón élénk, rikító mintázat van, ami ragadozóinak visszariasztására szolgál. Az állat a telet bábként vészeli át. Az imágó április végétől egészen október végéig repül.